# Wessex Archaeology
Wessex Archaeology est l'un des plus grands organismes privés d'archéologie du Royaume-Uni. Il est situé près de Salisbury dans le Wiltshire.
C'est une société à responsabilité limitée enregistrée en Angleterre, et un organisme de bienfaisance enregistré en Angleterre, au Pays de Galles et en Écosse.

## Contexte
Fondé en 1979 sous le nom de Wessex Archaeological Committee (en français, Comité archéologique du Wessex), son nom a changé en 1983 pour devenir Trust for Wessex Archaeology. Il est devenu l'une des premières unités d'archéologie préventive dans le pays, se dédiant notamment à la concentration abondante de sites dans les alentours de la plaine de Salisbury. En 2005, son nom est changé de nouveau, en Wessex Archaeology Limited, commercialisé sous le nom de "Wessex Archaeology". 
Depuis, elle a étendu ses opérations commerciales à travers le Royaume-Uni avec des bureaux dans les villes de Maidstone et Sheffield. Wessex Archaeology a ouvert son bureau écossais à Édimbourg au printemps 2010. Il comprend un grand département d'archéologie marine. D'autres bureaux régionaux ont été ouverts dans les villes de Welshpool et Bristol en 2014. 

## Objectifs caritatifs
Wessex Archaeology est un organisme de bienfaisance enregistré, dont les objectifs déclarés sont de : "promouvoir la progrès de l'éducation du public dans les domaines de la culture, des arts, du patrimoine et des sciences au travers de la recherche en archéologie". 
Les résultats de ses recherches archéologiques sont déposés auprès des autorités locales, et un nombre croissant est désormais accessible en ligne via son site Internet  ou via l'index OASIS du Service des données archéologiques britannique. 

## Employé de notoriété
Phil Harding, de l'émission de télévision d'archéologie Time Team, travaille pour Wessex Archaeology. 